# Армін Епік
Армін Александр Епік (ест. Armin Aleksander Öpik; *24 червня 1898, Кунда — †15 січня 1983, Канберра) — естонський палеонтолог, який провів другу половину своєї професійної кар'єри в Бюрю мінеральних ресурсів Австралії. 

## Життєпис
Армін Александр Епік народився в селі Лонтова, зараз один з районів Кунди, Естонія, а помер в Канберрі. Батько Епіка був майстром гавані в Кунді. Епік мав п'ятьох братів та одну сестру. Його найстарший брат Пауль, згодом став директором Банку Естонії, зацікавив його мінералами. Його сестра Анна була філологом, що вільно володіла 14 мовами, в тому числі санскритом. Його брат Ернст був відомим астрономом. Під час Першої світової війни він познайомився з Барбарою Поташко (померла в 1977 році в Канберрі), з якою одружився. Подружжя мало одного сина та трьох дочок. Епік найбільше відомий своїми роботами з вивчення кембрійського періоду, стратиграфії нижнього ордовицького періоду та палеонтології північної Австралії.

## Навчання та праця в Естонії
Армін Александр Епік закінчив Ніколайську гімназію з високими оцінками в 1917. Він вивчав геологію та мінералогію в Естонському державному університеті в Тарту. Викладав у цьому ж інституті геологію та мінералогію в 1929-1930 роках. В 1930 році він став професором геології та палеонтології та директором Інституту та Музею геології. На цій посаді він перебував до 1944 року. Епік досліджував стратиграфічну кореляцію, розподіл фацій, палеографію та біоастрономію кембрійського та нижнього ордовицького періодів в Естонії. Дослідження брахіоподів декількох підгруп ордовицького періоду він опублікував у монографіях. Епік опублікував декілька статей про острокодів ордовицького періоду. В 1937 році він завершив роботу над головною працею «Трилобіти Естонії». Коли російська армія вчинила спробу захоплення країни, в якій він родився, Епік разом з сім'єю втік. Він живим у таборі для переміщених осіб в Німеччині аж до еміграції в Австралію в 1948 році.

## Робота в Австралії
К. Тейкерт та Г. Раґґатт, директор новоствореного Бюрю мінеральних ресурсів Австралії, допомогли Епік імігрувати до Австралії та почати працювати у мельбурзькому відділені Бюрю мінеральних ресурсів. Наступного, 1949, року він перебрався до Канберри. Він почав вивчати стратиграфію ордовицького та девонського періодів австралійської центральної території. З 1952 до 1982 рік, Епік опублікував 27 статей про кембрійську стратиграфію та палеонтологію. Він описав 94 нових роди та 294 нових видів трилобітів кембрійського періоду. Він також вивчав трилобітів кембрійського періоду Agnostida. В 1962 році він став членом Австралійської академії наук.